# Бухарская коммунистическая партия
Бухарская коммунистическая партия (БКП, Коммунистическая партия Бухары). Политическая партия существовавшая в Средней Азии в 1918-1926 годах. С 1920 г. по 1924 г. была правящей партией в сначала в Бухарской Народной Советской Республике, а затем в Бухарской Социалистической Советской Республике.

## История создания
Идея создания отдельной Бухарской коммунистической партией поднималась на совещаниях эмигрантов (некоторые из которых уже состояли в РКП(б)) из Бухары в Кагане и Ташкенте (17-19 апреля 1918). Летом 1918 года такое же решение приняла группа младобухарцев во главе с А. Якубовым. 25 сентября 1918 в Ташкенте состоялось собрание коммунистов и группы Якубова. На нем было провозглашено образование БКП и был избран ЦК партии (А. Якубов - председатель; М. Кульмухамедов, X. М. Мирмухсинов, М. Парзулла, А. Юлдашбеков). 23 декабря 1918 года ЦК БКП принимает Временную программу партии, поставившей задачу свержения власти бухарского эмира и установление демократической республики на основе Советов. К началу 1919 года отделения БКП существовали в Кагане, Самарканде, Катта-Курагне, Керках, Термезе и др. Подпольные организации БКП существовали и на территории Бухарского эмирата (26 ячеек, св. 300 чл. партии). Поддержку БКП оказывала Коммунистическая партия Туркестана.

## БКП в 1919 году
Весной 1919 умирает председатель ЦК БКП А. Якубов.  В руководстве партии значительно возрастает влияние бывших эсеров. С 30 мая по 11 июня 1919 года в Ташкенте проходит 1-й Учредительный съезд БКП. Съезд постановляет перенести основную работу партии на территорию Бухары. Избран ЦК (А. Бурханов — председатель, Абдулкадыр Мухиддинов — зам. председателя, У. Пулатходжаев, М. Аминов, И. Агдаров, X. Аулов, А. Фитрат). Был взят курс на проведение вооружённых выступлений.
2-й съезд БКП прошёл менее чем через месяц (Ташкент, 26—27 июня 1919). На нем присутствовали делегаты от каганского, самаркандского и керкинского отделений. На съезде победило крыло в больше степени ориентированное на РКП(б). Из партии был исключен У. Пулатходжаев и его сторонники. Съезд призвал к усилению работы по подготовке масс к революции, к необходимости тесного контакта с КПТ. Был избран новый ЦК (Н. Хусаинов — председатель)
3-й съезд БКП (Ташкент, 26—31 дек. 1919; 20 делегатов от всех отделений) постановил создать при отделениях БКП ревкомы для практической подготовки восстания в эмирате, усилить работу по разложению армии эмира; избрал ЦК (Н. Хусаинов — председатель, И. Агдаров, М. Б. Ахмедов, Х.Х. Ибрагимов, С. Мухамедиев, М. М. Хаджиев). По решению съезда ЦК БКП начал издавать журнал «Тонг» («Заря») и газету «Кутулуш» («Освобождение»).

## Свержение эмира
В   начале 1920 в Чарджуе, Кагане, Темризе, Керках, Самарканде из членов БКП и им сочувствующих формируются боевые дружины. Непосредственно на территории эмирата действуют 37 подпольных ячеек БКП, из них 13 — в армии. В это время БКП оказывает помощь хивинским коммунистам по подготовке и проведению революции в Хиве и в создании Хорезмской КП (ХКП).
Помимо БКП свержение эмира в Бухаре готовила организация младобухарцев-революционеров во главе с Ф. У. Ходжаевым. Между БКП и этой организацией существовала своего рода конкуренция. Лидеры младобухарцев обращались к В. И. Ленину с просьбой принять их организацию в РКП(б). Оргбюро ЦК РКП(б) 29 июля 1920 отклонило просьбу, ссылаясь на то что программа младобухарцев не являлась коммунистической, но признало необходимым оказать всяческую помощь их организации.
24 июня 1920 для руководства подготовкой и проведением восстания Турккомиссия образовала Военно-революционное бюро. В него вошли В. В. Куйбышев и М. В. Фрунзе (От Турккомиссии),  пред.  Совинтерпропа Геллер, председатель ЦК КП Туркестана Н. Т. Тюрякулов, председатель ЦК БКП Н. Хусаинов, председатель Центрального бюро партии «младобухарцев-революционеров» Ф. У. Ходжаев. А 25 авг. создан Партийный центр по руководству революцией в Бухаре (Куйбышев, Хусаинов, Ходжаев), который 30 июля сформировал Ревком и Временный Совет Народный назиров (комиссаров) Бухары.
К 4-му съезд БКП (Чарджуй, 16—18 августа 1920; 110 делегатов от 9 отделений) партия насчитывала в своих рядах около 5 тыс. человек и 20 тыс. сочувствующих. Главный вопрос съезда организация восстания и свержение эмира в Бухаре. Съезд также официально обратился в Турккомиссию с просьбой о военной помощи, принял решение о блоке БКП с младобухарцами-революционерами, о необходимости установления в Бухаре Советской власти. На съезде была сформулирована программа будущего революционного правительства Бухары. В избранный ЦК вошли Н. Хусаинов (председатель), А. Акчурин, X. Алиев, Ахмедов, Мухитдинов и др.
28 августа 1920 года Партийный центр с Ревкомом переехали из Ташкента в Каган и возглавили руководство восстанием (См. Бухарская операция (1920)). ЦК КПТ направил в помощь БКП 500 коммунистов. 2 сентября 1920 режим эмира в Бухаре был свергнут (См Бухарская революция).

## Бухарская республика
Новый этап в истории БКП наступил 11 сентября 1920, когда она объединилась с партией «младобухарцев-революционеров». Численность партии увеличилась примерно в 3 раза и достигла 14 тысяч человек. На следующий месяц в БКП влились организации РКП(б) в Кагане и ряд организаций КПТ в пограничных с Бухарой районах. В БКП(б) вошли и коммунисты частей Красной Армии и железнодорожного транспорта на территории Бухары.
В сентябре 1920 года образован высших орган власти Бухары - Всебухарский ревком (председатель Абдулкадыр Мухиддинов) и Совет народных назиров (комиссаров) (председатель Ф. Ходжаев). 2 октября этими органами была создана комиссия по созыву Всебухарского курултая (съезда) Советов (Всебухарский курултай народных представителей), который состоялся 8 октября 1920. На курултае была провозглашена Бухарская Народная Советская Республика (БНСР).
В этот момент в рядах БКП зреют противоречия. Ряд членов ЦК БКП (Алиев, Акчурин, Ахмедов, Хусаинов и др.) настаивали на немедленном переходе к социалистическому этапу революции. Возрастали противоречия и между «старыми» членами БКП и вступившими в БКП младобухарцами. 3 ноября 1920 на заседании Туркбюро ЦК РКП(б) и представителей ИККИ принято решение о реорганизации ЦК БКП и создании Временного ЦК.
23 февраля 1921 года в Бухаре проходит 5-й съезд БКП (1-й после создания БНСР). На съезде были определены политические и экономические задачи партии; избран ЦК; принята резолюция с просьбой к ИККИ о вхождении БКП в Коминтерн. 4 апр. 1921 БКП принята в Коминтерн как сочувствующая организация. В этом же году официально создан Бухарский коммунистический союз молодёжи.
В феврале 1922 БКП организационно вошла в состав РКП(б). В результате национально-государственного размежевания в Средней Азии в 1924 БКП, ХКП и КПТ были распущены; на их основе образованы Коммунистическая партия Узбекистана и Туркменистана.